# William Porter
William Franklin (Bill) Porter II (Jackson (Michigan), 24 maart 1926 – Irvine (Californië), 10 maart 2000) was een Amerikaanse atleet, die gespecialiseerd was in het hordelopen. Hij werd olympisch kampioen en Amerikaans kampioen in deze discipline.

## Biografie
Porter studeerde van juli 1944 tot november 1945 aan de Western Michigan University. Hierna stapte hij over op de Northwestern University, waar hij in 1947 afstudeerde. Hij was aangesloten bij de atletiekclub van de Northwestern University, waar hij zich geleidelijk ontwikkelde tot een sterk atleet. Hij was vooral actief op de 110 m horden en de 200 m horden. Bij de NCAA-kampioenschappen van 1947 werd hij tweede op de 120 yd horden achter de grote favoriet Harrison Dillard, die de wedstrijd won in 14,1 s.
Het jaar erop won hij de Amerikaanse Trials en de Amerikaanse kampioenschappen. In tegenstelling tot de verwachtingen wist de sterkere Harrison Dillard zich op het hordenonderdeel niet te plaatsen voor de Spelen. Deze liep een aantal horden omver, raakte uit zijn ritme en verloor hierdoor kostbare tijd.
Op de Olympische Spelen van 1948 in Londen waren de drie Amerikanen: Bill Porter, Clyde Scott en Craig Dixon veruit de sterksten in de olympische finale van de 110 m horden. Het was tussen hen een nek-aan-nek race, waarbij Porter in het laatste gedeelte de leiding nam. Porter finishte in 13,9 en bleef hiermee Clyde Scott (zilver; 14,1) en Craig Dixon (brons; 14,1) voor.
Na de Olympische Spelen beëindigde Porter zijn atletiekcarrière. Hij was vele jaren werkzaam in het American Hospital Supply in Kenilworth, Illinois, waar hij opklom tot vicepresident.

## Titels
- Olympisch kampioen 110 m horden - 1948
- Amerikaans kampioen 110 m horden - 1948

## Persoonlijk record
- 110 m horden - 13,9 s (1948, Londen)

## Palmares

### 110 m horden
- 1948:  Amerikaanse kamp. - 14,1 s
- 1948:  Amerikaanse Trials - 13,9 s
- 1948:  OS - 13,9 s

### 120 yd horden
- 1947:  NCAA-kamp.

1896: Tom Curtis ·
1900: Alvin Kraenzlein ·
1904: Frederick Schule ·
1908: Forrest Smithson ·
1912: Fred Kelly ·
1920: Earl Thomson ·
1924: Daniel Kinsey ·
1928: Sydney Atkinson ·
1932: George Saling ·
1936: Forrest Towns ·
1948: William Porter ·
1952: Harrison Dillard ·
1956: Lee Calhoun ·
1960: Lee Calhoun ·
1964: Hayes Jones ·
1968: Willie Davenport ·
1972: Rod Milburn ·
1976: Guy Drut ·
1980: Thomas Munkelt ·
1984: Roger Kingdom ·
1988: Roger Kingdom ·
1992: Mark McKoy ·
1996: Allen Johnson ·
2000: Anier García ·
2004: Liu Xiang ·
2008: Dayron Robles ·
2012: Aries Merritt ·
2016: Omar McLeod ·
2020: Hansle Parchment ·
2024: Grant Holloway